# Francisco Palencia
Juan Francisco Palencia Hernández (* 28. April 1973 in Mexiko-Stadt) ist ein ehemaliger mexikanischer Fußballspieler. Er war Mittelfeldspieler wie Stürmer. Seit 2007 spielte er für UNAM Pumas in Mexiko, bei denen er auch im Frühjahr 2012 die Karriere beendete.
Sein Debüt für die Mexikanische Fußballnationalmannschaft gab er 1996 gegen Bolivien. Im gleichen Jahr spielte er mit der mexikanischen Olympiamannschaft bei den Olympischen Sommerspielen 1996 in Atlanta. Außerdem nahm er 1996, 1998 und 2003 beim Gold Cup und bei der Fußball-Weltmeisterschaft 2002 teil.
Auf Vereinsebene gewann er mit dem CD Cruz Azul im Winter 1997 sowie mit den UNAM Pumas in der Clausura 2009 und der Clausura 2011 insgesamt dreimal die mexikanische Fußballmeisterschaft.

## Erfolge
- Mexikanischer Meister: Winter 1997, Clausura 2009, Clausura 2011